# Превондаво
Превондаво (фр. Prévondavaux) — громада  в Швейцарії в кантоні Фрібур, округ Бруа.

## Географія
Громада розташована на відстані близько 60 км на південний захід від Берна, 29 км на захід від Фрібура.
Превондаво має площу 1,8 км², з яких на 4,9% дозволяється будівництво (житлове та будівництво доріг), 63,9% використовуються в сільськогосподарських цілях, 31,1% зайнято лісами, 0% не є продуктивними (річки, льодовики або гори).

## Демографія
2019 року в громаді мешкало 72 особи (+14,3% порівняно з 2010 роком), іноземців було 19,4%. Густота населення становила 40 осіб/км².
За віковим діапазоном населення розподілялося таким чином: 22,2% — особи молодші 20 років, 65,3% — особи у віці 20—64 років, 12,5% — особи у віці 65 років та старші. Було 32 помешкань (у середньому 2,3 особи в помешканні).